# Pierluigi Consonni
Pierluigi Consonni (Ponte San Pietro, 14 gennaio 1949 – Ponte San Pietro, 24 marzo 2020) è stato un calciatore italiano, di ruolo difensore.

## Carriera
Cresce nel Ponte San Pietro, dove debutta in prima squadra nei campionati regionali e successivamente in Serie D, categoria in cui milita anche nella stagione 1970-1971 con la maglia della Trevigliese.
Dopo un anno al Derthona in Serie C passa al Bari dove disputa due campionati di Serie B, totalizzando 65 presenze tra i cadetti, ed altri tre in Serie C.
La carriera prosegue in Serie C con la Salernitana e termina nel 1980 con la maglia del Pergocrema.
È deceduto nel marzo del 2020, dopo aver contratto il COVID-19.

## Palmarès

### Club

#### Competizioni nazionali
- Coppa Italia Dilettanti: 1

Ponte San Pietro: 1969-1970
- Serie C2: 1

Pergocrema: 1978-1979
- Serie C: 1

Bari: 1976-1977